# Кшчонув-Перший
Кшчонув-Перший (пол. Krzczonów Pierwszy) — село в Польщі, у гміні Кшчонув Люблінського повіту Люблінського воєводства.
Населення — 109 осіб (2011).

## Демографія
Демографічна структура станом на 31 березня 2011 року:
|          | Загалом | Допрацездатний вік | Працездатний вік | Постпрацездатний вік |
| -------- | ------- | ------------------ | ---------------- | -------------------- |
| Чоловіки | 49      | 9                  | 32               | 8                    |
| Жінки    | 60      | 13                 | 26               | 21                   |
| Разом    | 109     | 22                 | 58               | 29                   |